# Juno Award/Alternative Album of the Year
Der Juno Award for Alternative Album of the Year ist ein jährlich während der Juno Awards vergebener Musikpreis, der Alben kanadischer Künstler honoriert, die dem Alternative Rock oder dem Indie-Rock angehören. Erstmals vergeben wurde er 1995 unter dem Namen Best Alternative Album. 2003 erhielt er seinen heutigen Namen.

## Besonderheiten
Arcade Fire gewannen den Preis insgesamt drei Mal und führen damit die Gewinnerliste an. Darauf folgen Broken Social Scene, July Talk und Rufus Wainwright mit je zwei Preisen. Broken Social Scene gewannen jedoch nicht nur als Band, sondern alle drei Mitglieder gewannen den Award auch mit anderen Projekten: Emily Haines und James Shaw gewannen den Award zweimal mit ihrer Band Metric und Leslie Feist gewann ihn mit ihrem Soloalbum. Arcade Fire wurden insgesamt vier Mal nominiert, gefolgt von Broken Social Scene, Metric, Stars, Chad VanGaalen, Black Mountain und Tegan and Sara mit drei Nominierungen.
Nur zwei französischsprachige Alben wurden nominiert: Malajubes Trompe-l'œil und Karkwas Les Chemins de verre.

## Gewinner

### Best Alternative Album (1995–2002)
| Jahr | Gewinner                      | Album                             | Nominierungen | Ref.  |
| ---- | ----------------------------- | --------------------------------- | --- | ----- |
| 1995 | Rose Chronicles               | Shiver                            | - Smilin' Buddha Cabaret – 54-40 - Forever Again – Eric's Trip - Project Twinkle – King Cobb Steelie - Naveed – Our Lady Peace - Twice Removed – Sloan                                  | [ 1 ] |
| 1996 | Art Bergmann                  | What Fresh Hell Is This?          | - Somebody Spoke – The Hardship Post - Kombinator – The Inbreds - Fluke – Rusty - Mock Up, Scale Down – The Super Friendz                                                               | [ 2 ] |
| 1997 | Sloan                         | One Chord to Another              | - Purple Blue – Eric's Trip - It's Sydney or the Bush – The Inbreds - Limblifter – Limblifter - Self Title – Treble Charger                                                             | [ 3 ] |
| 1998 | Bran Van 3000                 | Glee                              | - Love Story – Copyright - Stuff – Holly McNarland - Get Outta Dodge – Huevos Rancheros - Maybe It's Me – Treble Charger                                                                | [ 4 ] |
| 1999 | Rufus Wainwright              | Rufus Wainwright                  | - Bring Yourself Up – Bodega - BTK – BTK - Breath from Another – Esthero - The Closer I Get – Hayden                                                                                    | [ 5 ] |
| 2000 | Julie Doiron and Wooden Stars | Julie Doiron and the Wooden Stars | - My Love Is Bold – Danko Jones - You Can't Stop the Bum Rush – Len - Clayton Park – Thrush Hermit - Sometimes I Cry – Tricky Woo                                                       | [ 6 ] |
| 2001 | The New Pornographers         | Mass Romantic                     | - Carpal Tunnel Syndrome – Kid Koala - Mayday – King Cobb Steelie - The East Infection – Ramasutra - Left and Leaving – The Weakerthans                                                 | [ 7 ] |
| 2002 | Rufus Wainwright              | Poses                             | - Constantines – Constantines - (Last Night We Were) The Delicious Wolves – Hawksley Workman - Down at the Khyber – Joel Plaskett Emergency - Night of the Shooting Stars – Rheostatics | [ 8 ] |

### Alternative Album of the Year (seit 2003)
| Jahr | Gewinner            | Album                   | Nominierungen | Ref.   |
| ---- | ------------------- | ----------------------- | --- | ------ |
| 2003 | Broken Social Scene | You Forgot It in People | - Square – Buck 65 - Make Up the Breakdown – Hot Hot Heat - The New Deal – The New Deal - Alone at the Microphone – Royal City                    | [ 9 ]  |
| 2004 | Buck 65             | Talkin' Honky Blues     | - Shine a Light – Constantines - Truthfully Truthfully – Joel Plaskett - Heart – Stars - Reconstruction Site – The Weakerthans                    | [ 10 ] |
| 2005 | Feist               | Let It Die              | - The Slow Wonder – A.C. Newman - Funeral – Arcade Fire - Now, More Than Ever – Jim Guthrie - Set Yourself on Fire – Stars                        | [ 11 ] |
| 2006 | Broken Social Scene | Broken Social Scene     | - Elevator – Hot Hot Heat - Live It Out – Metric - Twin Cinema – The New Pornographers - So Jealous – Tegan and Sara                              | [ 12 ] |
| 2007 | City and Colour     | Sometimes               | - Skelliconnection – Chad VanGaalen - Return to the Sea – Islands - Trompe-l'œil – Malajube - Not Saying/Just Saying – Shout Out Out Out Out      | [ 13 ] |
| 2008 | Arcade Fire         | Neon Bible              | - LP – Holy Fuck - Close to Paradise – Patrick Watson - The Con – Tegan and Sara - Welcome to the Night Sky – Wintersleep                         | [ 14 ] |
| 2009 | The Stills          | Oceans Will Rise        | - In the Future – Black Mountain - Soft Airplane – Chad VanGaalen - The Chemistry of Common Life – Fucked Up - Parc Avenue – Plants and Animals   | [ 15 ] |
| 2010 | Metric              | Fantasies               | - Face Control – Handsome Furs - Post-Nothing – Japandroids - I Can Wonder What You Did With Your Day – Julie Doiron - Sainthood – Tegan and Sara | [ 16 ] |
| 2011 | Arcade Fire         | The Suburbs             | - Forgiveness Rock Record – Broken Social Scene - Les Chemins de verre – Karkwa - Heartland – Owen Pallett - Champ – Tokyo Police Club            | [ 17 ] |
| 2012 | Dan Mangan          | Oh Fortune              | - Native Speaker – Braids - Kaputt – Destroyer - David Comes to Life – Fucked Up - Creep On Creepin' On – Timber Timbre                           | [ 18 ] |
| 2013 | Metric              | Synthetica              | - Hannah Georgas – Hannah Georgas - Celebration Rock – Japandroids - Little Mountain – Said the Whale - The North – Stars                         | [ 19 ] |
| 2014 | Arcade Fire         | Reflektor               | - The Poet's Dead – Rah Rah - Today We're Believers – Royal Canoe - Warring – The Darcys - UZU – Yamantaka // Sonic Titan                         | [ 20 ] |
| 2015 | July Talk           | July Talk               | - Alvvays – Alvvays - Shrink Dust – Chad VanGaalen - Animism – Tanya Tagaq - Hot Dreams – Timber Timbre                                           | [ 21 ] |
| 2016 | BRAIDS              | Deep in the Iris        | - Poison Season – Destroyer - Are You Alone? – Majical Cloudz - Half Free – U.S. Girls - Viet Cong – Viet Cong                                    |        |
| 2017 | July Talk           | Touch                   | - IV – Black Mountain - Sore – Dilly Dally - Art Angels – Grimes - Weaves – Weaves                                                                |        |
| 2018 | Alvvays             | Antisocialites          | - Everything Now – Arcade Fire - Life After Youth – Land of Talk - Retribution – Tanya Tagaq - Wide Open – Weaves                                 |        |
| 2019 | Dizzy               | Baby Teeth              | - Ken – Destroyer - Dose Your Dreams – Fucked Up - TPC – Tokyo Police Club - In a Poem Unlimited – U.S. Girls                                     | [ 22 ] |
| 2020 | PUP                 | Morbid Stuff            | - Destroyer – Black Mountain - Foxwarren – Foxwarren - Here Comes the Cowboy – Mac DeMarco - Pony – Orville Peck                                  | [ 23 ] |
| 2021 | July Talk           | Pray for It             | - The Sun and Her Scorch – Dizzy - This Place Sucks As – Pup - Heavy Light – U.S. Girls - Pity Party – Curtis Waters                              |        |
| 2022 | Mustafa             | When Smoke Rises        | - Hope for Sale – Chiiild - Death of an Optimist – Grandson - If It Comes Down to It – Ruby Waters - The Fool – Sate                              |        |
| 2023 | Alvvays             | Blue Rev                | - Duality – Luna Li - Sewn Back Together – OMBIIGIZI - The Unraveling of PUPTheBand – PUP - Tongues – Tanya Tagaq                                 |        |
| 2024 | Aysanabee           | Here and Now            | - Dizzy – Dizzy - Leith Ross – To Learn - Softcult – See You in the Dark - Talk – Lord of the Flies & Birds & Bees                                |        |
| 2025 | Nemahsis            | Verbathim               | - Luna Li – When a Thought Grows Wings - Peach Pit – Magpie - Ruby Waters – What’s the Point - Valley – Water the Flowers – Pray for a Garden     |        |